# Karpinek (powiat policki)
Karpinek (do 1945 niem. Krug bei Karpin) – uroczysko, dawna osada w województwie zachodniopomorskim, w powiecie polickim w gminie Nowe Warpno, niedaleko od drogi Trzebież-Myślibórz Wielki.
Miejscowość leżała przy północnych krańcach jeziora Karpino.

## Historia
W drugiej połowie XIX w. przy jeziorze Karpino powstała karczma oraz niewielka przystań dla wędkarzy i turystów. Po 1945 r. w budynku karczmy mieściła się najpierw leśniczówka, później mieszkali tu robotnicy leśni. W latach 70. XX w. powstał tu domek myśliwski, który spłonął w 1989 r. Nie został odbudowany, ruiny rozebrano.